# Acacia officinalis
Acacia officinalis é uma espécie de leguminosa do gênero Acacia, pertencente à família Fabaceae.